# Observatoire de la Côte d'Azur

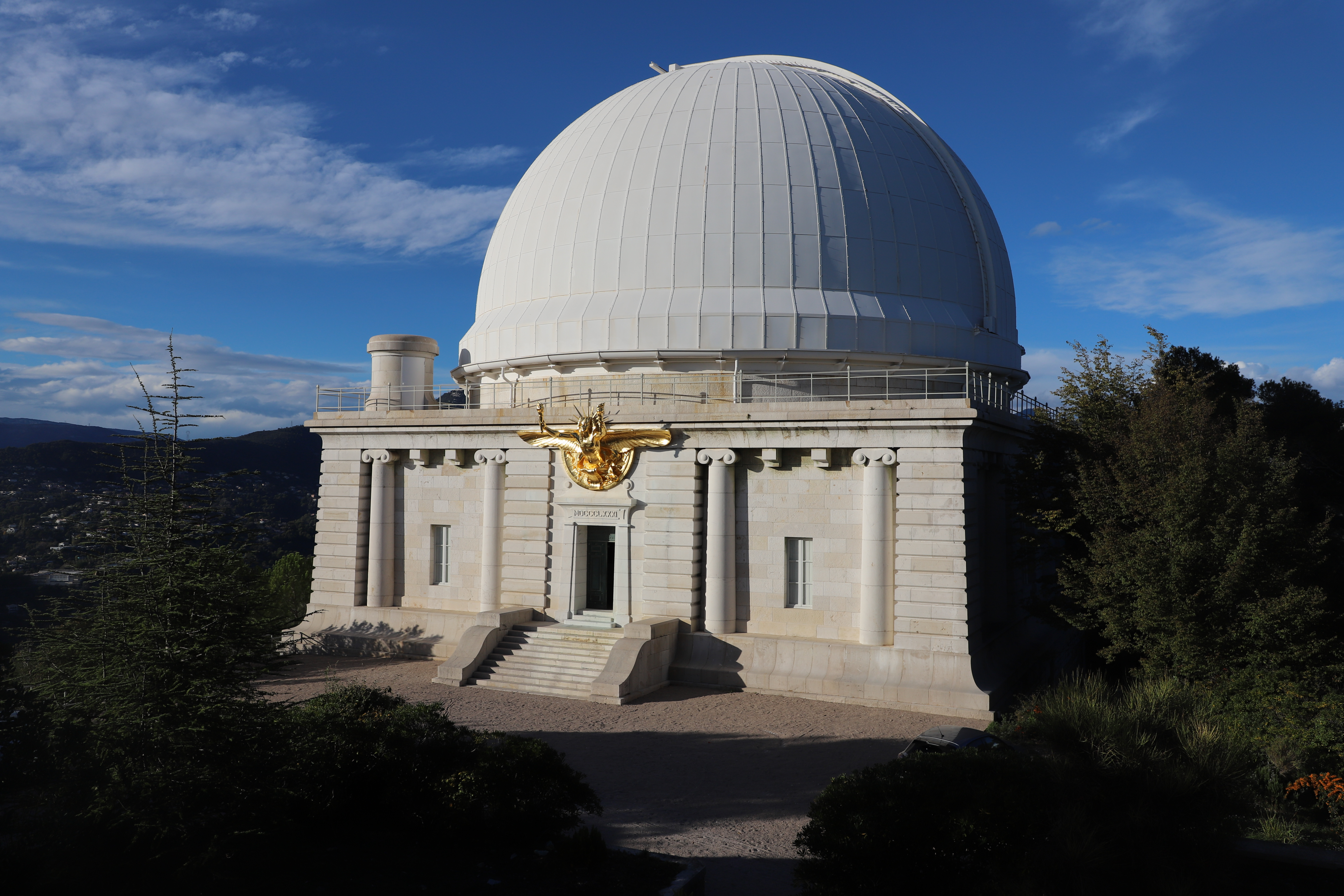
Le Grand Équatorial, visible depuis Nice et situé au sommet du Mont Gros, est plus communément appelé " La Grande Coupole ".

Pour les articles homonymes, voir Côte d'Azur (homonymie).
L'Observatoire de la Côte d’Azur (OCA) est un observatoire des sciences de l'univers (OSU) et un établissement public à caractère scientifique, culturel et professionnel (EPSCP) constitué sous la forme de grand établissement. Il constitue un établissement-composante de l'université Côte d'Azur. Doté d'une autonomie administrative et financière, l'OCA regroupe et pilote les activités de recherches en sciences de la Terre et de l'Univers de la région azuréenne effectuées au sein de trois unités de recherche multitutelle (UNS, CNRS, IRD, OCA) : Artémis, Géoazur et Lagrange. L'Observatoire de la Côte d’Azur est installé sur quatre sites : le plateau de Calern, le mont Gros où se trouve le siège (site historique de l'Observatoire de la Côte d'Azur), le campus de Valrose à Nice et le site de Géoazur dans la technopole de Sophia Antipolis. L'observatoire est actuellement dirigé par Stéphane Mazevet.

## Histoire
L'Observatoire de Nice est créé en 1881 par Raphael Bischoffsheim. C'est le début de l'histoire azuréenne du développement des moyens alloués à l’étude des phénomènes cosmiques et astrophysiques ainsi qu'à celle de notre environnement proche.
Fin des années 1960, est créé le Laboratoire Universitaire d'Astrophysique de Nice qui travaille notamment sur l'optique atmosphérique.
Au début des années 1970, l'Observatoire de Paris construit non loin de Nice une station d'observation sur le plateau de Calern.
En 1988, le Centre de recherches en géodynamique et astrométrie (CERGA), structure inter-universitaire hébergée sur le plateau de Calern et à Grasse, fusionne avec l’Observatoire de Nice pour former l’Observatoire de la Côte d’Azur (décret no 86-200 du 11 février 1986). S'y succèdent plusieurs laboratoires voués à l'astrophysique en fonction des évolutions des thématiques de recherche traitées (Gemini, Cassiopée, etc.)
En 2008, les activités de recherche en sciences de la Terre menées au sein du laboratoire Géoazur rejoignent l’OCA. En 2010, toutes les activités de recherche en astrophysique fusionnent dans une unique UMR Lagrange.
Depuis le début de l'année 2015, l'OCA est membre de la COMUE Université Côte d’Azur qui fédère les établissements d'enseignement et de recherche de la région niçoise.
En 2020, il devient établissement-composante de l'université Côte-d'Azur.
En 2023, l'OCA devient Établissement public à caractère scientifique, culturel et professionnel, constitué sous forme de Grand établissement (décret no 2023-1029 du 7 novembre 2023).

## Activités scientifiques
Les activités scientifiques de l'observatoire sont réparties dans trois unités de recherche : 

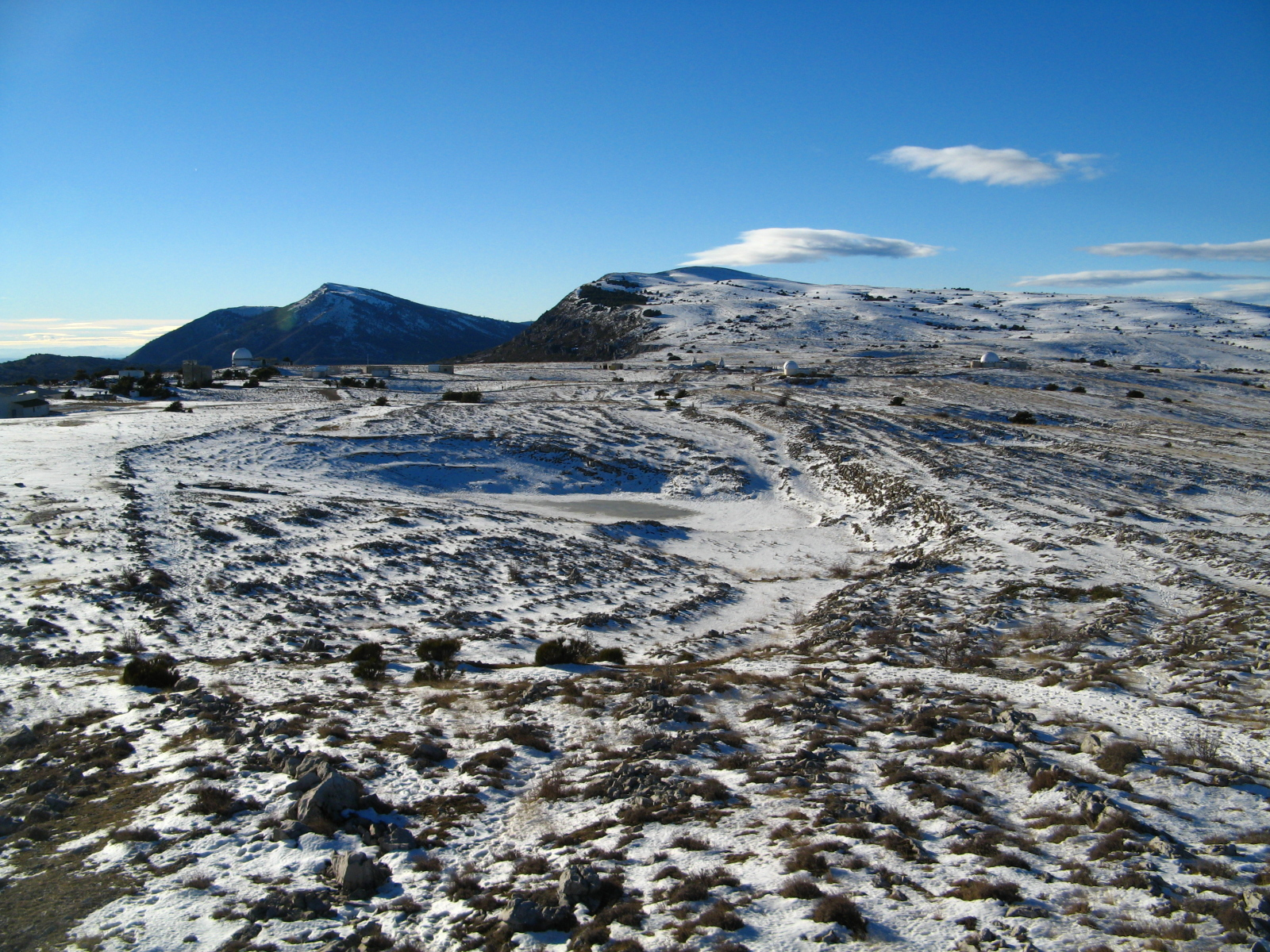
Observatoire de la Côte d’Azur sur le plateau de Calern

- Observatoire de la Côte d’Azur sur le plateau de CalernARTEMIS : https://artemis.oca.eu/ : la détection des ondes gravitationnelles, avec la collaboration VIRGO ;
- LAGRANGE : https://lagrange.oca.eu/ : la planétologie, la physique stellaire, l'analyse des données et cosmologie, les fluides et plasmas, et la turbulence et cosmologie ;
- GEOAZUR : https://geoazur.oca.eu/ : les Sciences de la Terre, la dynamique de la lithosphère et la métrologie de l'Univers proche. Cette unité a pour tutelles l'Université Nice Sophia Antipolis, le CNRS et l'IRD. Géoazur est responsable du parc  de sismomètre fond de mer de l'IRD. Elle assure toujours le développement d'instrumentation sous-marine moderne comme les bouées Mermaid.

L'OCA participe au développement de nombreux instruments pour l'astrophysique au sol comme dans l'Espace :

### Instrumentation au Sol
| Nom              | Mise en service | Domaine                                                            | Lieu                       |
| ---------------- | --------------- | ------------------------------------------------------------------ | -------------------------- |
| I2T              | 1974            | Premier interféromètre à deux télescopes                           | CERGA                      |
| GI2T             | 1986            | Grand interféromètre                                               | CERGA                      |
| SOIRDETE         | 1990?           | Interféromètre à deux télescopes hétérodyne (aujourd'hui « C2PU ») | CERGA                      |
| Laser Lune / MEO | 1981            | Mesure de distance Terre-Lune                                      | CERGA                      |
| VIRGO            | 2003            | Détection d'ondes gravitationnelles                                | Pise                       |
| AMBER            | 2004            | Interférométrie                                                    | Mont Paranal au Chili      |
| VEGA sur CHARA   | 2007            | Interférométrie                                                    | Mont Wilson aux États-Unis |
| SPHERE           | 2013            | Spectro-imageur infrarouge avec optique adaptative                 | VLT - Chili                |
| MATISSE          | 2015            | Interférométrie                                                    | VLT - Chili                |

### Instrumentation Spatiale
| Nom    | Année de mise en service | Domaine                      | Lieu                                 |
| ------ | ------------------------ | ---------------------------- | ------------------------------------ |
| COROT  | 2006                     | Astérosismologie / Transits  | Orbite circulaire inertielle polaire |
| PICARD | 2010                     | Mesure du diamètre du Soleil | Orbite héliosynchrone                |
| EUCLID | 2020                     | grande étude des galaxies    | Point de Lagrange L2                 |
| GAIA   | 2013                     | Astrométrie                  | Point de Lagrange L2                 |

### Missions Spatiales

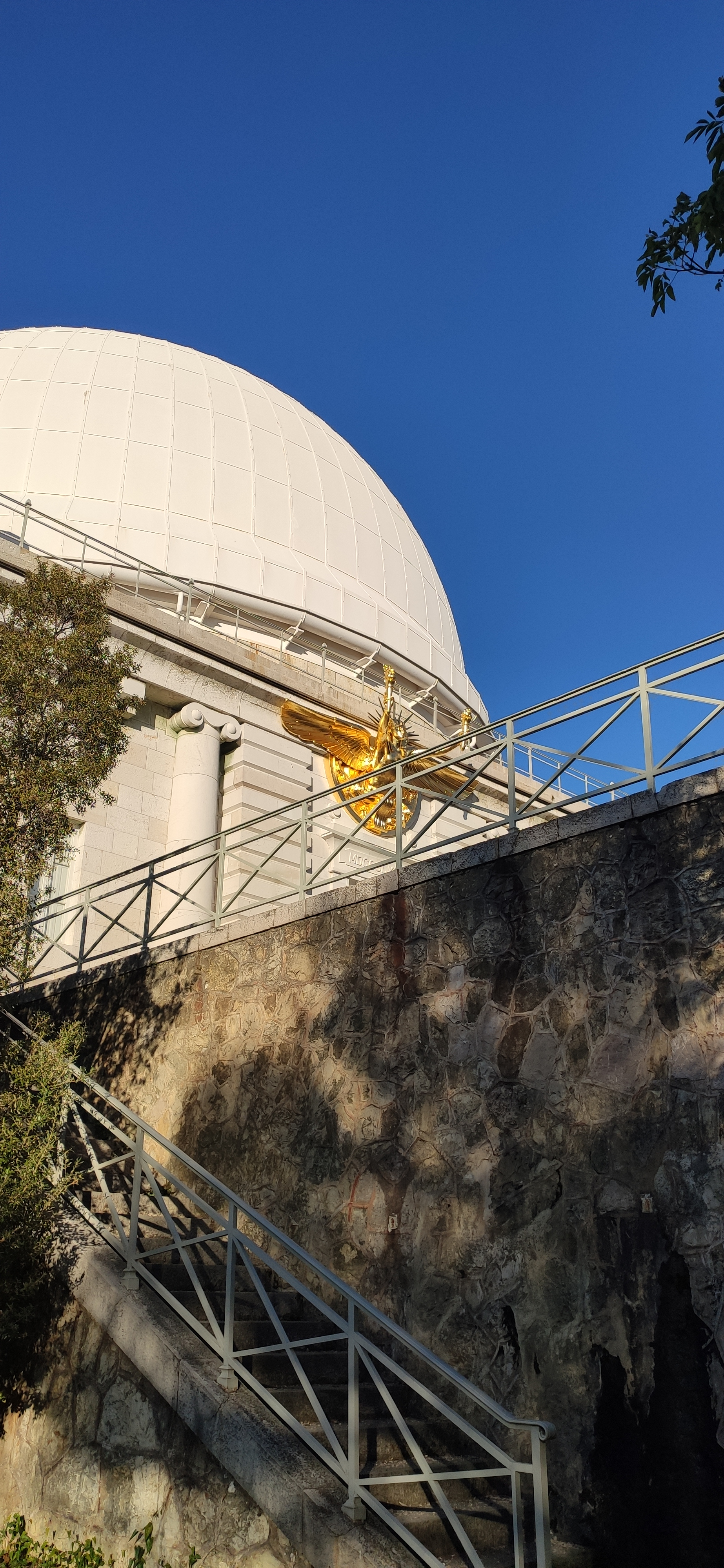
Le Grand Équatorial de Charles Garnier supportant la Grande Coupole de Gustave Eiffel, avec à son fronton l'Apollon sortant du Zodiaque de Paul-Armand Bayard de la Vingtrie.

| Nom                              | Année de Lancement | Domaine                                                                                       | Cible                              |
| -------------------------------- | ------------------ | --------------------------------------------------------------------------------------------- | ---------------------------------- |
| Hera                             | 2024               | Défense Planétaire contre les géocroiseurs potentiellement dangereux                          | Didymos et son satellite Dimorphos |
| Astromobile IDEFIX (mission MMX) | 2026               | Planétologie, formation du système solaire, compréhension de la nature des satellites de Mars | Phobos (Mars I)                    |
| RAMSES                           | 2028               | Défense Planétaire contre les géocroiseurs potentiellement dangereux                          | Apophis                            |

## Observatorium
Articulé autour du patrimoine et de l'activité de l'Observatoire de la Côte d'Azur, Observatorium consiste, sur le mont Gros et le plateau de Calern, à doter le Pays niçois d’un équipement structurant en matière de diffusion de la culture scientifique et de tourisme culturel. Le projet a déjà reçu le soutien de l'État, de la Région Provence-Alpes-Côte d’Azur, du Conseil général des Alpes-Maritimes et de la ville de Nice.
Il poursuit trois objectifs : la conservation, la mise en valeur et l’enrichissement de ce patrimoine dont l’OCA reste propriétaire, seront les premières missions de l'Observatorium. Le cœur du projet repose sur la volonté de la communauté scientifique de jeter un pont entre le monde de la recherche et la cité. En ce sens, l’exploitation muséographique des collections patrimoniales sera un support à la présentation des problématiques contemporaines de l’astronomie et de l’astrophysique. Toujours dans cet esprit, l’ouverture permanente au public d’un site de recherche est une première. L’établissement fonctionnera enfin comme un centre d’apprentissage et de formation pour les guides animateurs scientifiques et comme un centre de ressources pédagogiques et didactiques pour les enseignants, les étudiants et les chercheurs.

### Filmographie
- Planète Côte d’Azur, film documentaire de 52 minutes, réalisé par Arnaud Gobin, 2011, diffusé sur France 3 le 16 novembre 2011, Diffusé sur dailymotion